# Foxiphalus secasius
Foxiphalus secasius är en kräftdjursart som beskrevs av Jerry Laurens Barnard och C. M. Barnard 1982. Foxiphalus secasius ingår i släktet Foxiphalus och familjen Phoxocephalidae. Inga underarter finns listade i Catalogue of Life.